# Nokia 3.1 Plus
Nokia 3.1 Plus (Нокиа 3.1 Плюс) — смартфон, выпускаемый под брендом Nokia компанией HMD Global. Представляет собой увеличенный вариант Nokia 3.1. Был публично представлен в октябре 2018 года в качестве бюджетного смартфона.

## Особенности
Одними из его особенностей являются разблокировка при помощи отпечатка пальца и двойная камера. Аппарат представляет собой часть программы Google Android One, соответственно обновления его программного обеспечения будут поддерживаться по крайней мере два года, а системы безопасности три года. К числу положительных особенностей смартфона относятся качество сборки, дисплей и работоспособность батареи, а также фотокамера, позволяющая делать качественные  фотографии. Выделяется также внешний вид смартфона, который «выглядит дороже, чем стоит». Модель критиковалась за отсутствие быстрой зарядки и порт MicroUSB. Корпус металлический, неразъёмный. Батарея несъёмная.